# Francis Cohen (médecin)
Pour les articles homonymes, voir Francis Cohen et Cohen.
 (septembre 2018).
Francis Cohen est un écrivain et médecin français. Il exerce comme médecin généraliste à Asnières-sur-Seine et publie Journal d’un médecin de banlieue sous le pseudonyme de Francis Coven.

## Distinction
En 2005, ce livre obtient le prix Littré pour son ouvrage Journal d’un médecin de banlieue. Cet ouvrage a pour cadre une banlieue modeste : « là où la police ne va plus, le médecin, lui, continue d'aller ».

## Intérêt sociologique et médical
Ce livre fournit le témoignage d'un professionnel. L'auteur plaide pour « des réformes urgentes en matière de santé publique » et pour « une médecine de proximité et de qualité dans les zones défavorisées et les banlieues ». C'est un hommage à la France des banlieues par un défenseur de la médecine de proximité. Ce livre a été vu aussi comme « un cri d'alarme pour réveiller les pouvoirs publics, dénoncer les dérives, prévenir le mal avant qu'il ne soit trop tard ».

## Publications
- Journal d’un médecin de banlieue, Éditions de la Martinière, Paris, 2003, avec Minou Azoulai.